# Matt Hamill
Matthew Stanley "Matt" Hamill (Loveland, Ohio; 5 de octubre de 1976) es un ex artista marcial mixto estadounidense que compitió en la categoría de peso semipesado. Ganó una medalla de plata en lucha grecorromana y una medalla de oro en lucha libre en los Juegos Olímpicos para Sordos de 2001. Hamill es el único hombre en salir victorioso frente a Jon Jones debido a una descalificación por codazos ilegales.

## Biografía
Hamill nació en Loveland, Ohio y es sordo de nacimiento. Fue introducido a luchar por su padrastro que era un entrenador de lucha libre en la Escuela de Secundaria de Loveland. Hamill estudió en el Instituto de Tecnología de Rochester durante 3 años transferido allí después de un año en la Universidad de Purdue.

## Carrera en artes marciales mixtas

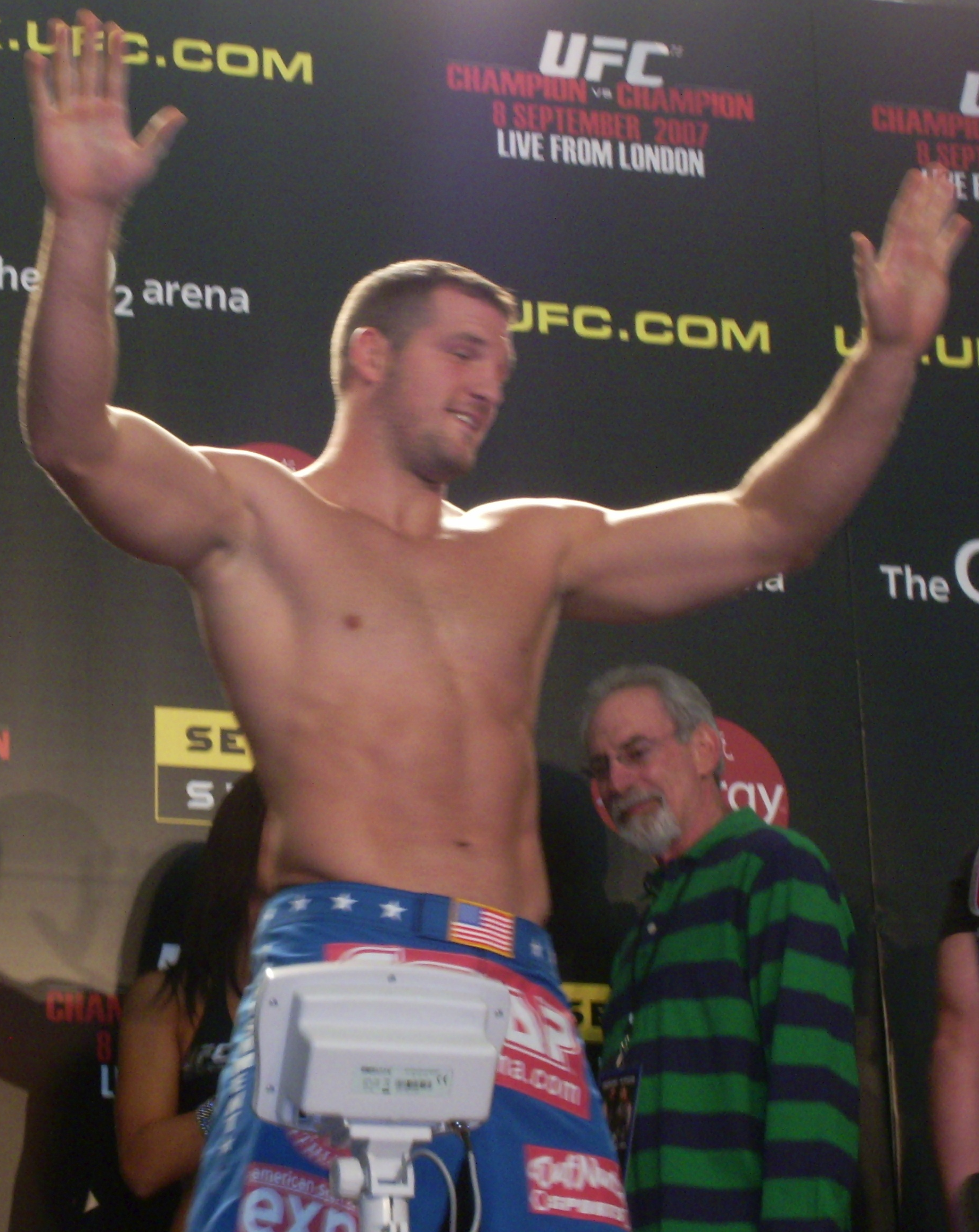
Hamill en el pesaje de UFC 75 antes de enfrentar a Michael Bisping

### Ultimate Fighting Championship
El 24 de junio de 2006, Hamill luchó contra el concursante Jesse Forbes en The Ultimate Fighter 3 Finale en Spike TV y ganó a través de nocaut.
Hamill se enfrentó a Seth Petruzelli de The Ultimate Fighter 2 en una pelea de la noche que ganó por decisión unánime en Ortiz vs. Shamrock 3: The Final Chapter el 10 de octubre de 2006. Los jueces anotaron el combate 29-28, 30-27 y 29- 28 para Hamill.
Hamill luchó contra Rex Holman en UFC 68: The Uprising donde ganó por TKO en la primera ronda.
Hamill luchó contra sus compañeros TUF 3 alumnos Michael Bisping en el UFC 75 en Londres, Inglaterra el 8 de septiembre de 2007, donde perdió por decisión dividida. La decisión fue considerada polémica por muchos, en gran parte porque la lucha se llevó a cabo en Inglaterra, el país de origen de Bisping. Sin embargo, el jurado de los dos jueces estadounidenses concedió la victoria a Bisping, con el juez británico solitario marcando la pelea por Hamill. Una revancha fue programada para UFC 78, pero debido a la cirugía de rodilla, Hamill se retiró. Una revancha que se hizo poco probable porque Bisping posteriormente bajó a la división de peso medio después de perder por una decisión dividida contra Rashad Evans.
Hamill luego luchó contra Tim Boetsch el 3 de abril de 2008, quien derrotó en la segunda ronda por TKO, trayendo su récord a 4 victorias y 1 derrota.
Hamill luego fue a luchar en UFC 88 contra el excampeón de peso medio UFC Rich Franklin en el evento coprincipal. Perdió la pelea por TKO después de una patada en el hígado a los 0:39 segundos de la tercera ronda.
En UFC 92, Hamill derrotó a Reese Andy en la segunda ronda por TKO.
Hamill luchó contra el excampeón de lucha libre NCAA Mark Munoz en el UFC 96, derrotándole con una patada en la cabeza, dejando a Munoz inconsciente y ganando el premio a KO de la Noche.
Su próximo rival estaba previsto para ser Brandon Vera en UFC 102, pero debido a una lesión en la rodilla mientras entrenaba, Hamill fue reemplazado por Krzysztof Soszynski.
Al salir de la cirugía de rodilla, Hamill se enfermó. Hamill se enfrentó al invicto Jon Jones el 5 de diciembre de 2009 en The Ultimate Fighter: Heavyweights Finale y ganó por descalificación después de que Jones utilizó varios codos de 12-6. Las reglas unificadas de artes marciales mixtas prohíben los golpes de codo hacia abajo, y Jones fue inicialmente sólo penalizado un punto de la ronda. Sin embargo, debido a que Hamill no pudo continuar debido a un hombro dislocado, Jones fue descalificado por estos golpes. En consecuencia, la cinta fue revisada y mostró que los codos de Jones dañaron aún más la nariz ya ensangrentada y lacerada de Hamill. Esto marcó la primera vez que Nevada ha usado su regla de repetición instantánea recientemente promulgada, en la cual la decisión del árbitro fue apoyada por la comisión que utilizó una reproducción en cámara lenta para revisar los codos.
Hamill derrotó a Keith Jardine el 19 de junio de 2010 en The Ultimate Fighter: Equipo Liddell vs. Team Ortiz Finale. Hamill ganó esta pelea por decisión de la mayoría. Jardine fue sancionado con un punto por accidentalmente empujar a Hamill en el ojo en la ronda 2.
Hamill luego peleará con su exentrenador The Ultimate Fighter 3, Tito Ortiz el 23 de octubre de 2010 en UFC 121, que ganó por decisión unánime.
Hamill fue programado para enfrentar al invicto Phil Davis en UFC 129. Luego se anunció que Thiago Silva había fallado su UFC 125 después de la prueba de drogas de lucha, y Hamill fue nombrado como su reemplazo en su combate contra el excampeón de peso semipesado de UFC y actual contendiente Quinton Jackson. Hamill perdió la lucha a través de decisión unánime.
En el UFC 133 Hamill se enfrentó contra el sueco Alexander Gustafsson, reemplazando a un lesionado Vladimir Matyushenko. Después de una primera ronda sin incidentes, Gustafsson dejó caer a Hamill en el segundo con un puñetazo seguido por un uppercut, posteriormente terminando Hamill con golpes y codos.
El 8 de agosto de 2011, Matt Hamill decidió alejarse de la UFC y MMA, ya que perdió sus dos últimas peleas. "Hoy es un día triste para mí Después de seis años y 13 peleas en la UFC estoy listo para colgar los guantes y retirarme de este deporte increíble", dijo en su sitio web oficial.
Sin embargo, casi un año después, Hamill decidió salir de la jubilación. Hamill debía enfrentarse al recién llegado a UFC, Roger Hollett, el 22 de septiembre de 2012 en el UFC 152. Sin embargo, Hollett se vio obligado a salir de la pelea debido a una disputa contractual con Bellator y reemplazado por Vladimir Matyushenko. Sin embargo, Matyushenko fue forzado a salir del combate después de sufrir un desgarre en el tendón de Aquiles mientras que entrenaba, y fue sustituido por Hollett, quien había resuelto el asunto a tiempo. Ganó su vuelta por decisión unánime.
Hamill se enfrentó a Thiago Silva el 9 de octubre de 2013 en UFC Fight Night 29. Hamill perdió el combate por decisión unánime y posteriormente fue liberado de la UFC.

### World Series of Fighting
En mayo de 2014 Hamill firmó un acuerdo con World Series of Fighting. Se esperaba que debutara para la promoción más tarde en 2014, sin embargo debido a las lesiones persistentes, Hamill se retiraría por segunda vez en su carrera.
Hamill más tarde decidió regresar a las artes marciales mixtas y estaba programado para luchar contra Vinny Magalhães en WSOF 20 el 10 de abril de 2015. Sin embargo Magalhães fue sacado de la pelea después de una disputa de contrato con Titan Fighting Championships. Se esperaba que Hamill luchara en una revancha contra Thiago Silva en WSOF 19 el 28 de marzo de 2015, pero se vio obligado a retirarse de la competencia después de sufrir una infección sinusal. Hamill finalmente enfrentó a Magalhães en WSOF 24 celebrado el 17 de octubre de 2015. Perdió la pelea a través de la sumisión en la primera ronda.

## Vida personal
Hamill se divorció de su mujer y tiene una hija.
Hamill es el tema de una película de 2010 titulada El martillo sobre su vida pasada y carrera como luchador. Originalmente escogido para hacer el papel de Eben Kostbar, fue criticada por la comunidad sorda por presentar un actor no sordo. No obstante, Hamill se apoyó a sí mismo con la fundición de Eben debido a su experiencia en la lucha libre y el hecho de que Eben domina la lengua de signos americana. Kostbar se retiró de protagonista, tenía la sensación de que sería más apropiado que un miembro de la comunidad sorda tomara el papel:
"A medida que iba más allá, consulté con personas sordas, me di cuenta de que Matt no era el camino a seguir. Los actores sordos no se les da la oportunidad de que realmente muchos merecen. Quería que este proyecto llegara a la gente, inspirarla, y por eso me di cuenta que necesitaba alejarse de su papel" -. Eben Krostbar en 2011
El actor sordo Russell Harvard fue elegido como la opción final para tomar el papel de Hamill. La película fue producida por Joseph McKelheer y Kostbar Eben y dirigida por Oren Kaplan.
Hamill y su novia Brittany Houck estaban comprometidos para casarse en mayo de 2008.

## Campeonatos y logros
- Ultimate Fighting Championship
  - Pelea de la Noche (Dos veces)
  - KO de la Noche (Una vez)

## Récord en artes marciales mixtas
| Resultado | Récord | Oponente             | Método                             | Evento                                  | Fecha                    | Ronda | Tiempo | Localización              | Notas                                                                |
| --------- | ------ | -------------------- | ---------------------------------- | --------------------------------------- | ------------------------ | ----- | ------ | ------------------------- | -------------------------------------------------------------------- |
| Victoria  | 13–8   | Luiz Cané            | KO (golpes)                        | F2N: Fight2Night2                       | 28 de abril de 2017      | 1     | 0:38   | Foz do Iguaçu             |                                                                      |
| Derrota   | 12–8   | Julian Marquez       | TKO (golpes)                       | Combate Americas: Empire Rising         | 14 de octubre de 2016    | 1     | 1:22   | Verona, Nueva York        |                                                                      |
| Derrota   | 12–7   | Rameau Sokoudjou     | KO (golpes)                        | Venator FC III                          | 21 de mayo de 2016       | 1     | 0:37   | Milán                     |                                                                      |
| Derrota   | 12–6   | Vinny Magalhães      | Sumisión (kneebar)                 | WSOF 24                                 | 17 de octubre de 2015    | 1     | 1:08   | Mashantucket, Connecticut |                                                                      |
| Derrota   | 12–5   | Thiago Silva         | Decisión (unánime)                 | UFC Fight Night: Maia vs. Shields       | 9 de octubre de 2013     | 3     | 5:00   | Barueri                   |                                                                      |
| Victoria  | 12–4   | Roger Hollett        | Decisión (unánime)                 | UFC 152                                 | 22 de septiembre de 2012 | 3     | 5:00   | Toronto                   |                                                                      |
| Derrota   | 11–4   | Alexander Gustafsson | TKO (golpes y codazos)             | UFC 133                                 | 6 de agosto de 2011      | 2     | 3:34   | Philadelphia, Pensilvania |                                                                      |
| Derrota   | 11–3   | Quinton Jackson      | Decisión (unánime)                 | UFC 130                                 | 28 de mayo de 2011       | 3     | 5:00   | Las Vegas, Nevada         |                                                                      |
| Victoria  | 11–2   | Tito Ortiz           | Decisión (unánime)                 | UFC 121                                 | 23 de octubre de 2010    | 3     | 5:00   | Anaheim, California       |                                                                      |
| Victoria  | 10–2   | Keith Jardine        | Decisión (mayoritaria)             | The Ultimate Fighter 11 Finale          | 19 de junio de 2010      | 3     | 5:00   | Las Vegas, Nevada         | Pelea de la Noche.                                                   |
| Victoria  | 9–2    | Jon Jones            | Descalificación (codazos ilegales) | The Ultimate Fighter 10 Finale          | 5 de diciembre de 2009   | 1     | 4:14   | Las Vegas, Nevada         | Jones fue descalificado por golpes ilegales con el codo de "12 a 6". |
| Victoria  | 8–2    | Mark Muñoz           | KO (patada a la cabeza)            | UFC 96                                  | 7 de marzo de 2009       | 1     | 3:53   | Columbus, Ohio            | KO de la Noche.                                                      |
| Victoria  | 7–2    | Reese Andy           | TKO (golpes)                       | UFC 92                                  | 27 de diciembre de 2008  | 2     | 2:19   | Las Vegas, Nevada         |                                                                      |
| Derrota   | 6–2    | Rich Franklin        | TKO (patada al cuerpo)             | UFC 88                                  | 6 de septiembre de 2008  | 3     | 0:39   | Atlanta, Georgia          |                                                                      |
| Victoria  | 6–1    | Tim Boetsch          | TKO (golpes)                       | UFC Fight Night: Florian vs. Lauzon     | 2 de abril de 2008       | 2     | 1:25   | Broomfield, Colorado      |                                                                      |
| Derrota   | 5–1    | Michael Bisping      | Decisión (dividida)                | UFC 75                                  | 8 de septiembre de 2007  | 3     | 5:00   | Londres                   |                                                                      |
| Victoria  | 5–0    | Rex Holman           | TKO (golpes)                       | UFC 68                                  | 3 de marzo de 2007       | 1     | 4:00   | Columbus, Ohio            |                                                                      |
| Victoria  | 4–0    | Seth Petruzelli      | Decisión (unánime)                 | Ortiz vs. Shamrock 3: The Final Chapter | 10 de octubre de 2006    | 3     | 5:00   | Hollywood, Florida        | Pelea de la Noche.                                                   |
| Victoria  | 3–0    | Jesse Forbes         | TKO (golpes)                       | The Ultimate Fighter 3 Finale           | 24 de junio de 2006      | 1     | 4:47   | Las Vegas, Nevada         | UFC debut.                                                           |
| Victoria  | 2–0    | Robin Johnson        | TKO (golpes)                       | International Combat Events 17          | 1 de octubre de 2005     | 2     | 1:05   | Fairfield, Ohio           |                                                                      |
| Victoria  | 1–0    | Robert Hitte         | TKO (golpes)                       | XFO 7                                   | 27 de agosto de 2005     | 1     | 1:52   | Island Lake, Illinois     |                                                                      |